# الدولة الزريعية
دولة بني زريع أو الدولة الزريعية كانت سلالة يمنية همدانية من يام، حكمت من عدن إلى ظفار في الفترة ما بين 1083 و1174. عانى بنو زريع من نفس مصير السلاطين الهمدانيين والسليمانيين والمهديين، حيث تم تصفيتهم واستولى الأيوبيون على أراضيهم. كانوا سلالة شيعية إسماعيلية حافظية.

## التاريخ
كانت عدن تحت سلطة بنو معن وهم حِميَّريين  تمكن علي بن محمد الصليحي مؤسس الدولة الصليحية من توحيد بلاد اليمن وضم حضرموت ولحج والشحر ووافق على الإبقاء على بني معن شريطة دفعهم مائة ألف دينار سنوياً بعد وفاة علي أعلن بنو معن إستقلالهم حينها توجه المكرم ابن علي الصليحي إلى المدينة ووضع نهاية لحكم أسرة بني معن وولى عليها أخوان هم العباس والمسعود وكلاهما من قبيلة يام التي تلتقي مع بنو صليح في انتسابهم لحاشد بالإضافة لتطابقهم المذهبي فكلا القبيلتين إسماعيلية واستمر الأخوان بدفع مائة ألف دينار سنوياً للمكرم في صنعاء. توفي العباس وخلفه ابنه زريع اليامي الذي أعطيت الدولة اسمه لاحقا بعد وفاته كون كل حكامها من نسله وقتل زريع مع عمه في زبيد.  استمر الزريعيون بدفع الأتاوة السنوية للسيدة الحرة أروى بنت أحمد الصليحي وخفضتها عليهم فأصبحت خمسين ألف دينار سنوياً  غزت قبائل خولان مدينة جبلة عاصمة الدولة الصليحية أيام السيدة الحرة فأستغل الياميون الفرصة وأعلنوا إستقلالهم وتوقفوا عن دفع الأتاوة السنوية  وأعلنوا الولاء إسمياً للدولة الفاطمية في مصر ولقب زعيمهم سبأ الزريعي نفسه بلقب «الداعي الأوحد المظفر مجد الملك شرف الخلافة عضد الدولة سيف الإمام تاج العرب ومقدمها داعي أمير المؤمنين سبأ بن أبي سعود بن زريع».  قاد الزريعيون حكمًا مستقلًا للمدينة لأكثر من 60 عامًا، مدعومين بالتجارة الدولية. تشير السجلات إلى سلع فاخرة مثل المنسوجات والعطور والخزف، قادمة من أماكن مثل شمال إفريقيا ومصر والعراق وعمان وكرمان والصين. بعد وفاة الملكة أروى الصليحي عام 1138، احتفظ الفاطميون في القاهرة بتمثيلهم في عدن، مما أضاف المزيد من الهيبة على الزريعين.

## الفرعان
عاش نسل الأخوين العباس والمسعود في منافسة شديدة مع بعضهم البعض. التقى الخطان في حرب مفتوحة عام 1138. هُزم فصيل علي بن أبي الغارات بن المسعود على يد قريبه سبأ بن أبي سعود وتم طرده من عدن. وقتل علي في وقت لاحق في معركة في لحج عام 1150، مما أدى إلى تهجيرهم من لحج.

## التوسع
بعد هزيمة فرع المسعود، امتدت دائرة نفوذ الدولة الزريعية من تعز إلى ظفار. بعد عقد من الزمن، اشترى محمد بن سبأ كل الحصون والقلاع في اليمن السفلى بما في ذلك حصون جبلة وتزوج من آخر ملكة صليحية فورث فعليًا جميع ممتلكات الصليحيين. وتوفي محمد بن سبأ عام 1153، وتوفي ابنه وخليفته عمران عام 1166. ترك عمران ثلاثة أبناء صغار. فتولى شؤون الحكم الوزير ياسر بن بلال، الذي اتصف بالشجاعة والفضل والكرم.

## الزوال
ما لبث أن تقلص أمام دولة بنو مهدي الإباضية في تهامة، وحاصر بنو مهدي عدن عام 1164. في مواجهة التهديد الحاد، طلب الزريعيون العون من سلطان صنعاء الهمداني. تمكن الحلفاء معًا من هزيمة الحاكم المهدي عبد النبي في عام 1173. بعد هذه الأحداث مباشرة، أرسل الأيوبيون حملة استكشافية بقيادة الأمير توران شاه بغرض ضم اليمن. عندما احتل الأيوبيون عدن في 22 يونيو 1174 فزال حكم بنو زريع. هرب ياسر بن بلال، الذي كان لا يزال يتولى شؤون الدولة، من المدينة لكنه تعرض للخيانة وسُلم إلى توران شاه الذي أعدمه عام 1175.
خلال العقدين الأولين من سيطرة الأيوبيين ظهر نفوذ للزريعيين في جيوب في المرتفعات الجبلية، حتى تم قمعها في نهاية المطاف حوالي عام 1193 مع استسلام قلعة الدّملوة في الحجرية.

## قائمة الحكام
| م | اسم الحاكم                            | فترة الحكم  |
| - | ------------------------------------- | ----------- |
| 1 | المسعود بن الكرم الزريعي              | 1083 - 1110 |
| 2 | أبي الغارات بن المسعود                | 1110 - ؟    |
| 3 | محمد بن أبي الغارات بن المسعود        | ؟ - ؟       |
| 4 | علي بن محمد بن أبي الغارات بن المسعود | ؟ - 1150    |

| م | اسم الحاكم                    | فترة الحكم  |
| - | ----------------------------- | ----------- |
| 1 | العباس بن الكرم الزريعي       | 1083 - 1084 |
| 2 | زريع بن العباس                | 1084 - 1110 |
| 3 | أبي سعود بن زريع              | 1110 - ؟    |
| 4 | سبأ بن أبي سعود بن زريع       | ؟ - 1138    |
| 5 | علي العز بن سبأ               | 1138 - 1139 |
| 6 | محمد بن سبأ                   | 1139 - 1153 |
| 7 | عمران محمد بن سبأ             | 1153 - 1166 |
| 8 | محمد بن عمران محمد بن سبأ     | 1166 - 1174 |
| 9 | أبي سعود بن عمران محمد بن سبأ | 1166 - 1174 |